# バーバロ・カニザレス
バーバロ・ラファエル・カニザレス・エルナンデス（Bárbaro Rafael Cañizares Hernandez , 1979年11月11日 - ）は、キューバのハバナ出身の元プロ野球選手（一塁手）。
母国ドミニカ共和国はスペイン語圏なのでスペイン語読みをした「バルバロ・カニサレス」と表記されることもある。

## 経歴

### キューバ時代
2002年は、第15回IBAFインターコンチネンタルカップのキューバ代表に選出された。この大会では、大会MVPとオールスターチームに選出された。
2004年に亡命する。

### ブレーブス時代

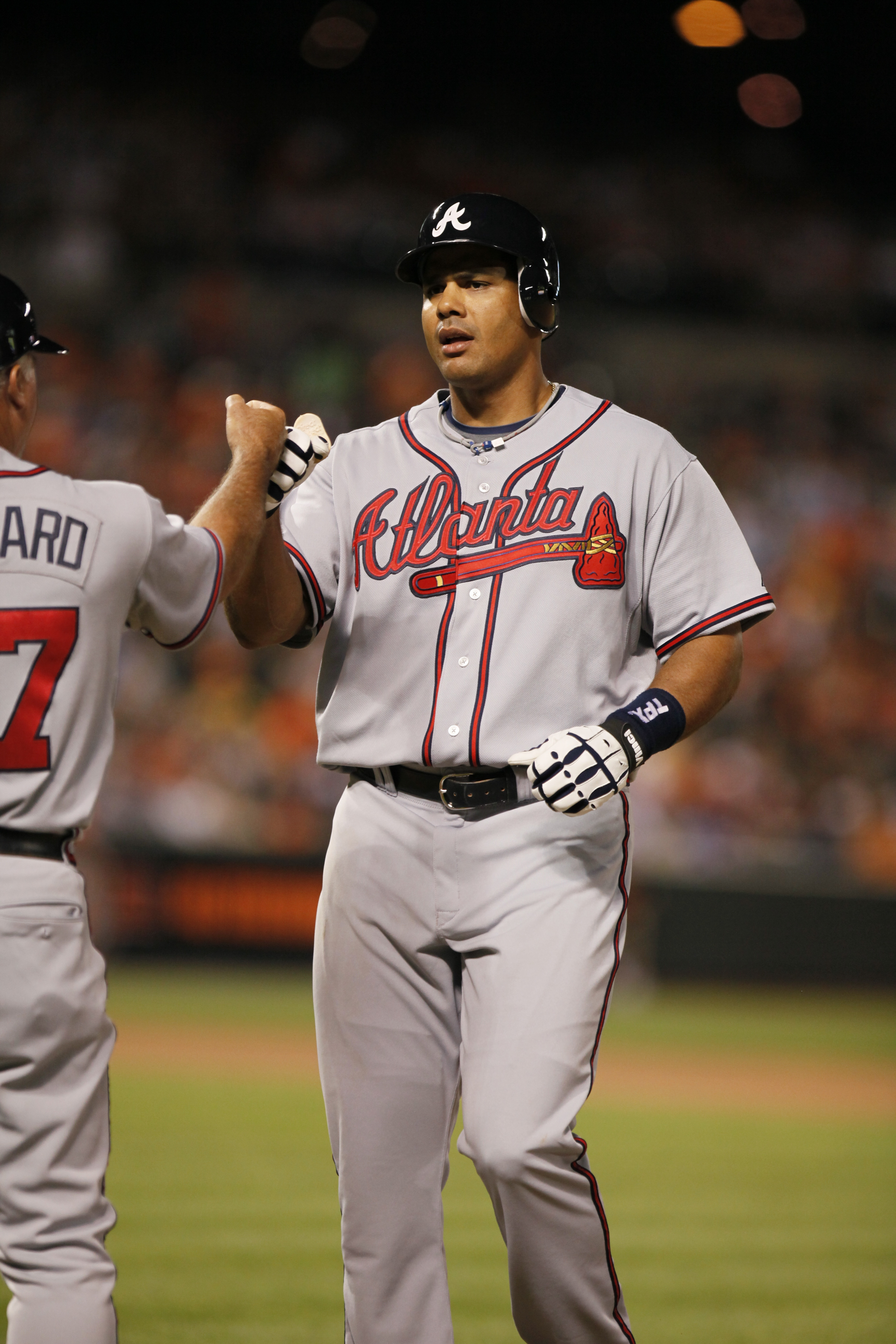
アトランタ・ブレーブス時代
(2009年6月12日)

2006年2月4日に、アトランタ・ブレーブスと契約を結ぶ。
2009年6月11日にメジャーデビューを果たす。
2010年オフに解雇された。カリビアンシリーズでは、指名打者部門でオールスターチームに選ばれている。

### ブレーブス退団後
2011年はリーガ・メヒカーナ・デ・ベイスボルのオアハカ・ウォーリアーズでプレーした。この年は、打率.396で首位打者を獲得した。
2012年8月21日に、アメリカン・アソシエーションのウィニペグ・ゴールドアイズと契約した。9月に、第3回WBC予選のスペイン代表に選出された。10月22日に、来季の契約を結ばない事が発表された。オフのカリビアンシリーズでは、2011年に続き指名打者部門でオールスターチームに選ばれている。
2013年開幕前の3月に、第3回WBC本戦のスペイン代表に選出された。同年は、再びリーガ・メヒカーナ・デ・ベイスボルのオアハカ・ウォーリアーズでプレーし、112試合に出場し、打率.374、29本塁打、112打点をマークした。

### ソフトバンク時代
2013年11月10日に福岡ソフトバンクホークスへの入団が決定した。入団当初の背番号は「55」であったが、後に阪神タイガースから移籍したジェイソン・スタンリッジが「55」を着用することになったため、「95」に変更された。
2014年6月12日に初めて一軍登録された。その日の対中日戦で代打で出場、初打席で初安打を放った。3年連続二軍で好成績を残したが、外国人は投手3人、野手1人とするチーム方針など外国人枠の関係でシーズン通して一軍に残ることなく、3年間でわずか38試合の出場に終わった。2016年限りで退団となった。

### ソフトバンク退団後
2017年はリーガ・メヒカーナ・デ・ベイスボルのベラクルス・レッドイーグルスと契約。4月23日にキンタナロー・タイガースに移籍するが、5月15日に解雇となる。
2018年4月5日にラグナ・ユニオン・コットンファーマーズと契約。同年限りで現役引退し、タバスコ・キャトルメンの打撃コーチに就任した。

## 選手としての特徴・人物
バットの芯に当てる能力が高く、勝負強さも持ち合わせる右の強打者。
名前に「カニ」がつくものの、食物アレルギーのため、エビが食べられず、甲殻類も苦手である。

## 詳細情報

### 年度別打撃成績
| 年 度    | 球 団        | 試 合 | 打 席 | 打 数 | 得 点 | 安 打 | 二 塁 打 | 三 塁 打 | 本 塁 打 | 塁 打 | 打 点 | 盗 塁 | 盗 塁 死 | 犠 打 | 犠 飛 | 四 球 | 敬 遠 | 死 球 | 三 振 | 併 殺 打 | 打 率 | 出 塁 率 | 長 打 率 | O P S |
| -------- | ------------ | ----- | ----- | ----- | ----- | ----- | -------- | -------- | -------- | ----- | ----- | ----- | -------- | ----- | ----- | ----- | ----- | ----- | ----- | -------- | ----- | -------- | -------- | ----- |
| 2009     | ATL          | 5     | 21    | 21    | 1     | 4     | 1        | 0        | 0        | 5     | 0     | 0     | 0        | 0     | 0     | 0     | 0     | 0     | 6     | 0        | .190  | .190     | .238     | .428  |
| 2014     | ソフトバンク | 8     | 14    | 13    | 1     | 4     | 3        | 0        | 0        | 7     | 2     | 0     | 0        | 0     | 1     | 0     | 0     | 0     | 1     | 1        | .308  | .286     | .538     | .824  |
| 2015     | ソフトバンク | 14    | 36    | 33    | 3     | 11    | 1        | 0        | 1        | 15    | 3     | 0     | 0        | 0     | 0     | 3     | 0     | 0     | 5     | 1        | .333  | .389     | .455     | .843  |
| 2016     | ソフトバンク | 16    | 42    | 39    | 3     | 7     | 1        | 0        | 0        | 8     | 3     | 0     | 0        | 0     | 0     | 2     | 0     | 1     | 11    | 1        | .179  | .238     | .205     | .443  |
| MLB：1年 | MLB：1年     | 5     | 21    | 21    | 1     | 4     | 1        | 0        | 0        | 5     | 0     | 0     | 0        | 0     | 0     | 0     | 0     | 0     | 6     | 0        | .190  | .190     | .238     | .428  |
| NPB：3年 | NPB：3年     | 38    | 92    | 85    | 7     | 22    | 5        | 0        | 1        | 30    | 8     | 0     | 0        | 0     | 1     | 5     | 0     | 1     | 17    | 3        | .259  | .304     | .353     | .657  |

- 2018年度シーズン終了時

### 年度別守備成績
| 年 度 | 球 団        | 一塁（1B） | 一塁（1B） | 一塁（1B） | 一塁（1B） | 一塁（1B） | 一塁（1B） |
| 年 度 | 球 団        | 試 合      | 刺 殺      | 補 殺      | 失 策      | 併 殺      | 守 備 率   |
| ----- | ------------ | ---------- | ---------- | ---------- | ---------- | ---------- | ---------- |
| 2009  | ATL          | 5          | 33         | 2          | 0          | 3          | 1.000      |
| 2014  | ソフトバンク | 1          | 11         | 0          | 0          | 2          | 1.000      |
| 2015  | ソフトバンク | 4          | 30         | 2          | 0          | 0          | 1.000      |
| 2016  | ソフトバンク | 2          | 13         | 0          | 0          | 0          | 1.000      |
| MLB   | MLB          | 5          | 33         | 2          | 0          | 3          | 1.000      |
| NPB   | NPB          | 7          | 54         | 2          | 0          | 2          | 1.000      |

- 2018年度シーズン終了時

### 記録
NPB初記録
- 初出場：2014年6月12日、対中日ドラゴンズ4回戦（福岡 ヤフオク!ドーム）、5回裏に攝津正の代打で出場
- 初打席・初安打：同上、5回裏に大野雄大から左前安打
- 初先発出場：2014年9月24日、対東北楽天ゴールデンイーグルス22回戦（福岡 ヤフオク!ドーム）、6番・一塁手で先発出場
- 初打点：同上、4回裏に塩見貴洋から中越適時二塁打
- 初本塁打：2015年8月13日、対オリックス・バファローズ19回戦（福岡 ヤフオク!ドーム）、2回裏に山﨑福也から左越ソロ

### 背番号
- 25 （2009年）
- 55 （2014年ホークス入団時）
- 95 （2014年 - 2016年）

### 代表歴
- 第15回IBAFインターコンチネンタルカップ キューバ代表
- 2013 ワールド・ベースボール・クラシック・スペイン代表